# Eudynamys melanorhynchus
Koel-de-bico-preto ou coel-de-bico-preto (Eudynamys melanorhynchus) é uma espécie de ave da família Cuculidae.
É endémica da Indonésia.
Os seus habitats naturais são: florestas subtropicais ou tropicais húmidas de baixa altitude.